# Yōsuke Yamashita
Yōsuke Yamashita (Tokio. 26 de febrero de 1942) es un pianista, compositor y escritor japonés de jazz.

## Historia
A los veinte años comienza sus estudios en el Conservatorio de Kunitachi, especializándose en composición y permaneciendo en él cinco años. Paralelamente, en los primeros años 1960, trabaja con el grupo de Terumasa Hino, con el que toca en París. En 1969 forma su propio trio (piano, saxo y batería), con el que crea un free jazz muy virulento, desarrollando una larga gira por Europa (1974), durante la que graba para el sello alemán Enja. En 1976 toca en el Festival de Montreux y, más tarde, en 1979, en Newport, grabando con miembros del Art Ensemble of Chicago. Al año siguiente, realizará una gira por Japón con la Globe Unity Orchestra.
En 1982, Yamashita disuelve su grupo  y crea una big band, organiza conciertos de fusión con percusión tradicional japonesa y, a partir de 1984, actúa en solo o en dúo, con diversos músicos tradicionales de su país, con los que gira por Europa nuevamente. En 1987, toca con Elvin Jones, Mal Waldron y Bill Laswell. En los años 1990 tocará con Joe Lovano y Cecil McBee, con quienes grabará para Verve.

## Discographia
- Clay (Enja, 1976) solo.
- Banslikana (Enja, 1976) solo.
- Inner Space (Enja, 1977) con Adelhard Roidinger.
- It Don't Mean A Thing (DIW, 1984) solo.
- Kurdish Dance (Verve 1993)  con Joe Lovano, Cecil McBee y Pheeroan akLaff.
- Dazzling Days (Verve, 1993)
- Fragments 1999 (Verve, 1999) with McBee & akLaff
- Resonant Memories (Verve, 2000) solo.